# Gürün

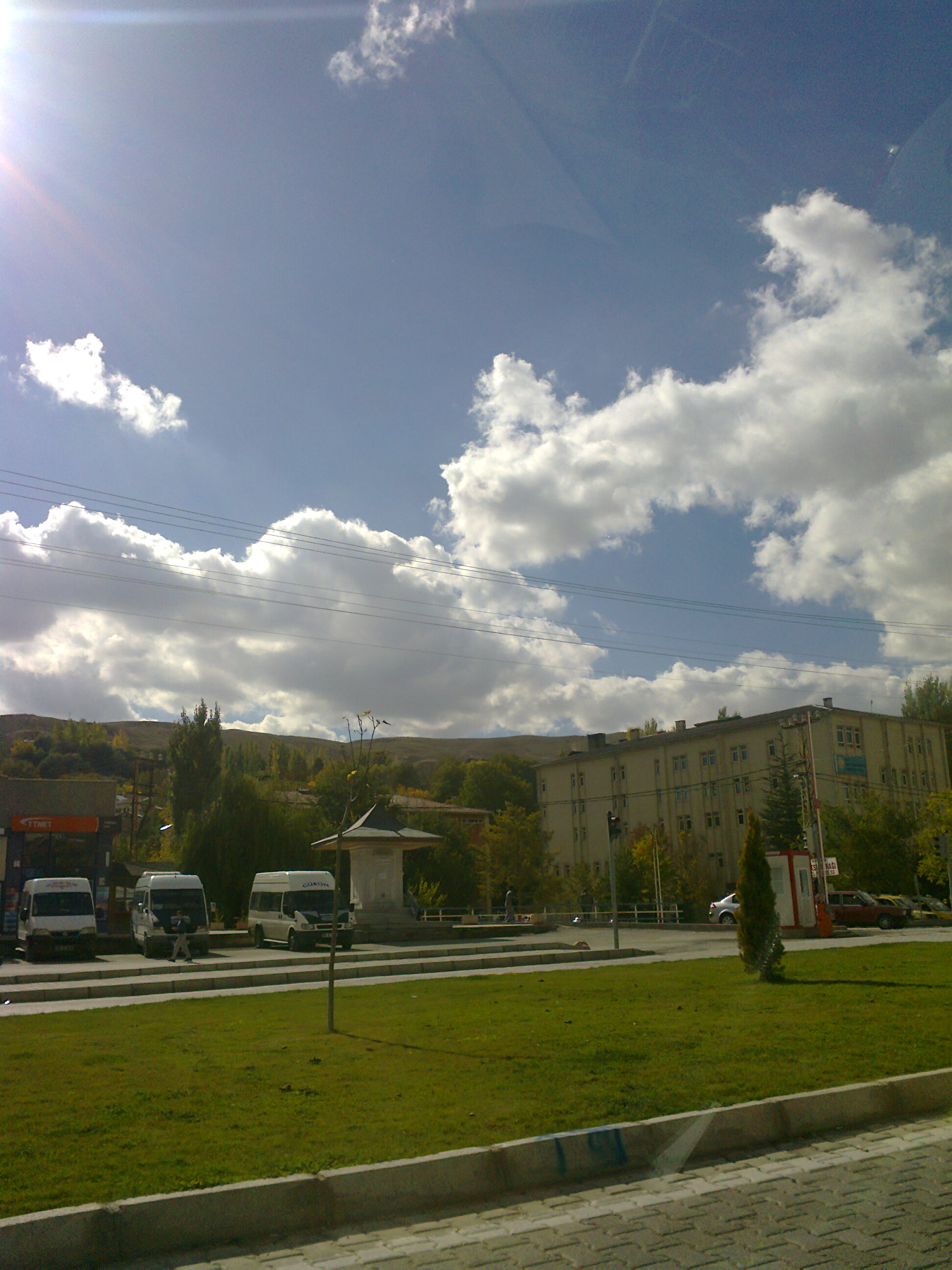
Gürün

Gürün ist eine Stadt und Hauptort des gleichnamigen Landkreises (İlçe) in der zentralanatolischen Provinz Sivas. Die Stadt liegt etwa 137 Straßenkilometer südlich der Provinzhauptstadt Sivas am Oberlauf des Tohma Çayı. Der Ort erhielt laut Stadtsiegel im Jahr 1869 den Status einer Gemeinde (Belediye).
Die Fernstraße D300 durchquert den Landkreis in Ost-West-Richtung (Kayseri-Malatya), die Fernstraße D850 (Sivas-Malatya) trifft hier von Norden kommend auf die D300. In Gürün endet ein 57 km langer Abschnitt aus dem nördlicher gelegenen Kangal.
Der Landkreis Gürün ist der südlichste Landkreis der Provinz und grenzt im Norden an den Kreis Kangal, im Osten an die Provinz Malatya, im Süden an die Provinz Kahramanmaraş sowie im Westen an die Provinz Kayseri.
Der Landkreis (bzw. Kaza als Vorgänger) bestand schon vor Gründung der Türkischen Republik 1923. Zur ersten Volkszählung (1927) zählte er 18.768 Einwohner in 59 Ortschaften, der Verwaltungssitz (Ghurune) hatte 4.015 Einwohner.
Der Landkreis besteht neben der Kreisstadt aus 60 Dörfern (Köy) mit durchschnittlich 126 Bewohnern. Die Skala der Einwohnerzahlen reicht dabei von 721 (Tepecik) hinab bis auf 9 (Kayalar), 16 Dörfer haben mehr als der Durchschnitt Einwohner, 41 Dörfer haben unter 100 Einwohner. Die Bevölkerungsdichte beträgt weniger als ein Drittel des Provinzwertes, der städtische Bevölkerungsanteil beträgt 59,54 Prozent.

## Sehenswürdigkeiten
Etwa fünf Kilometer nordwestlich der Stadt liegen am Eingang des Tales Suğul Kanyonu, durch das der Tohma Çayı aus dem Gebirge tritt, an einem steilen Hang die Felsinschriften von Gürün. Sie sind in luwischen Hieroglyphen verfasst und stammen aus dem 12. Jahrhundert v. Chr. von Runtija, einem Herrscher des späthethitischen Königreiches von Melid.

## Persönlichkeiten
- Harutjun Kalenz (1910–1967), armenisch-sowjetischer Maler
- Antranig Dzarugian (1913–1989), armenischer Schriftsteller und Überlebender des Völkermords an den Armeniern
- Abdüllatif Şener (* 1954), Politiker
- İsmet Yılmaz (* 1961), Verteidigungsminister
- Metin Göktepe (1969–1996), türkischer Journalist und Opfer von Polizeigewalt
- Cem Yılmaz (* 1973), Komiker und Schauspieler